# João de Matos
João de Matos (30 de maio de 1955 - 4 de novembro de 2017) foi um militar angolano, tendo chegado a general. Ele liderou a força angolana durante a Segunda Guerra do Congo para apoiar o regime de Joseph Kabila. Acredita-se que tenha morrido de cancro pancreático.